# SN 2010ip
SN 2010ip – supernowa typu Ia odkryta 3 października 2010 roku w galaktyce A032948+0632. W momencie odkrycia miała maksymalną jasność 18,10m.